# Henk Kuijpers
Henk Kuijpers (* 10. Dezember 1946 in Haarlem) ist ein niederländischer Comiczeichner und -Autor. Im deutschsprachigen Raum ist er vor allem durch die Serie Franka, die zuerst bei Carlsen, später bei Epsilon und ab Anfang 2019 bei Finix erschien, bekannt.
Kuijpers studierte Soziologie, entschloss sich aber nach Abschluss des Studiums, Comiczeichner zu werden. Seine ersten Geschichten veröffentlichte er in den Magazinen Pep und Baberiba. Seine Geschichte Das Kriminalmuseum („Het misdaadmuseum“) wurde in den Jahren 1974/1975 von Pep veröffentlicht. Aufgrund der positiven Reaktionen der Leser, die nach einer Fortsetzung verlangten, entwickelte er eine der Hauptpersonen (Franka) dieser Geschichte weiter, was zur Geburtsstunde von Kuijpers Markenzeichen wurde.
Am 11. Januar 2010 wurde Henk Kuijpers in Amsterdam durch Jan Kruis als Autor zum „Grootste Stripheld van Nederland“ (Größter Comic-Zeichner der Niederlande) erklärt.
Für Danker Jan Oreel schrieb er das Skript für De koffers van Raz Fadraz, hier ist Hel van Helder die weibliche Titelheldin. Die Arbeit an der Geschichte begann in den späten 1980ern, aber erst im Jahr 2010 begann die Veröffentlichung in dem Magazin Eppo. In Deutschland ist der Band 2017 bei BD Must erschienen.